# Celine Harms
Celine Harms, född 14 juli 2003, är en tysk bobåkare.
Harms tog brons i monobob vid olympiska vinterspelen för ungdomar 2020 i Lausanne.